# Primorski akademski zbor Vinko Vodopivec
Primorski akademski zbor Vinko Vodopivec je eden najbolj prepoznavnih in najboljših slovenskih moških pevskih zborov, ki deluje od leta 1953. Sedež zbora je v Ljubljani, njegovi člani pa so povečini primorski študentje Univerze v Ljubljani.

## Zgodovina zbora
Začetki zbora segajo v petdeseta leta. Takrat je v Ljubljani študirala prva generacija študentov iz »osvobojene Primorske«. Novembra 1953 je skupina študentov v gostilni Čikole na Poljanski cesti ustanovila zbor pod imenom Pevski zbor primorskih študentov. Prvi dirigent je bil Anton Nanut, takratni študent na Akademiji za glasbo v Ljubljani. Kmalu si je zbor nadel ime po priljubljenem primorskem duhovniku, skladatelju in narodnem buditelju Vinku Vodopivcu, ki je umrl leto poprej. Vodopivčeve Žabe so postale tudi neuradna himna. Vaje so najprej potekale v Dijaškem domu Ivana Cankarja, kasneje pa v prostorih italijanskega društva Circcolo Paolo Morgan. Prvi »uradni« koncert so imeli 1954 v Kanalu - rojstnem kraju Antona Nanuta.
V naslednjih letih so imeli vodopivci čedalje več nastopov širom Primorske in ljudje so jih sprejeli za svoje. Na Primorskem imajo nastopi še danes prav poseben čar. Vse več pa so začeli nastopati tudi drugod po Sloveniji, Jugoslaviji in v tujini. Leta 1958 so Jugoslavijo zastopali na študentskem festivalu v Solunu in še istega leta osvojili 1. mesto na mednarodnem tekmovanju v Arezzu (Italija). Od tedaj so se uspehi vrstili vse do današnjih dni. Posebno mesto med dosežki zbora imata zlata plaketa mesta Maribor iz državnega zborovskega tekmovanja Naša pesem ter tretje mesto na prvem evropskem tekmovanju za moške zbore v nizozemskem Apeldoornu.
Že od samega začetka zbor sestavljajo izključno študentje, s tem pa je povezana stalna menjava članov.

## Zborovodje
1. Anton Nanut (1953–1958)
2. Marko Munih (1958–1960)
3. Jože Hanc (1960–1961)
4. Brane Demšar (1961–1962, 1971–1978, 1981–1982)
5. Ciril Krpač (1963–1964)
6. Marjan Gabrijelčič (1964–1965)
7. Mirko Šlosar (1967–1968)
8. Nikolaj Žličar (1968–1971)
9. Anton Cimperman (1978–1979)
10. Tomaž Svete (1979–1981, 1982–1983)
11. Marko Mihevc (1983–1984)
12. Borut Smrekar (1984–1986)
13. Andraž Hauptman (1986–1989)
14. Andrej Misson (1989–1994)
15. Katja Kovač (1995–1999)
16. Gregor Klančič (1999–2004)
17. Primož Malavašič (2004–2014)
18. Iztok Kocen (2014–2019)
19. Jakob Barbo (2019-)

Vir: 

## Diskografija
| Primorski študenti vam pojo pesmi primorskih skladateljev | Primorski študenti vam pojo pesmi primorskih skladateljev           | Primorski študenti vam pojo pesmi primorskih skladateljev |
| Št.                                                       | Naslov                                                              | Dolžina                                                   |
| --------------------------------------------------------- | ------------------------------------------------------------------- | --------------------------------------------------------- |
| 1.                                                        | „Nocoj pa, oh, nocoj‟ (prir. Fran Venturini)                        |                                                           |
| 2.                                                        | „Sijaj, sijaj sončece‟ (prir. Fran Ferjančič)                       |                                                           |
| 3.                                                        | „Vse je veselo kar živi‟ (prir. Anton Birtič)                       |                                                           |
| 4.                                                        | „Le mamka vi, vi‟ (prir. Danilo Švara)                              |                                                           |
| 5.                                                        | „Na pot sem jo srečal‟ (prir. Rihard Orel)                          |                                                           |
| 6.                                                        | „Kolo‟ (prir. Vasilij Mirk; dir. Anton Nanut)                       |                                                           |
| 7.                                                        | „Peščalka‟ (prir. Milan Pertot)                                     |                                                           |
| 8.                                                        | „Na poljani‟ (Vinko Vodopivec)                                      |                                                           |
| 9.                                                        | „Bori‟ (Alojz Srebotnjak)                                           |                                                           |
| 10.                                                       | „Žabe‟ (Vinko Vodopivec; dir. Brane Demšar)                         |                                                           |
| 11.                                                       | „Bazovica‟ (Fran Venturini)                                         |                                                           |
| 12.                                                       | „Moj očka ima konjča dva‟ (prir. Danilo Švara; dir. Nikolaj Žličar) |                                                           |
| 13.                                                       | „Oj Doberdob‟ (Zorko Prelovec)                                      |                                                           |
| 14.                                                       | „Bratci veseli vsi‟ (prir. Ubald Vrabec; dir. Tomaž Svete)          |                                                           |
| 15.                                                       | „Kraška jesen‟ (Vinko Vodopivec; dir. B. Smrekar)                   |                                                           |
| 16.                                                       | „Ne jaz nočem še umreti‟ (Alojz Srebotnjak)                         |                                                           |
| 17.                                                       | „Marija je rožice brala‟ (Marjan Gabrijelčič; dir. Andraž Hauptman) |                                                           |
| 18.                                                       | „Lončeni bas‟ (Alojz Srebotnjak)                                    |                                                           |
| 19.                                                       | „Na Vipavskem‟ (Rado Simoniti; dir. Brane Demšar)                   |                                                           |

| Ob 45. jubileju | Ob 45. jubileju                                                      | Ob 45. jubileju |
| Št.             | Naslov                                                               | Dolžina         |
| --------------- | -------------------------------------------------------------------- | --------------- |
| 1.              | „Preparate corda vestra‟ (Jacobus Gallus)                            | 1:29            |
| 2.              | „Domine, non sum dignus‟ (Lodovico da Vittoria)                      | 2:08            |
| 3.              | „Sing dem Herren‟ (Michael Pretorious)                               | 1:41            |
| 4.              | „My Bonny Lass‟ (Thomas Morley)                                      | 1:45            |
| 5.              | „Beati mortui‟ (Feliks Mendelssohn)                                  | 3:10            |
| 6.              | „Kyrie iz "Missa in honorem S. Vincenti Martyris"‟ (Vinko Vodopivec) | 1:45            |
| 7.              | „Ave Regina coelorum‟ (Vitautas Miškinis)                            | 2:59            |
| 8.              | „Shenandoah‟ (prir. James Erb)                                       | 3:17            |
| 9.              | „Vabilo‟ (Benjamin Ipavec)                                           | 1:58            |
| 10.             | „Da veš‟ (Vinko Vodopivec)                                           | 2:07            |
| 11.             | „Pobratimija‟ (Vinko Vodopivec)                                      | 1:55            |
| 12.             | „Zapojmo pesem‟ (Radovan Gobec)                                      | 1:31            |
| 13.             | „Pa da bi znal‟ (Viktor Mihelčič)                                    | 1:49            |
| 14.             | „Moje sarce‟ (Rado Simoniti)                                         | 4:43            |
| 15.             | „Da bi iz moje pesmi‟ (Ignacij Ota)                                  | 1:15            |
| 16.             | „Prava pesem‟ (Jakob Jež)                                            | 3:35            |
| 17.             | „Igraj kolce‟ (prir. Jakob Jež)                                      | 2:49            |
| 18.             | „Čej so tiste st'zdice‟ (prir. Jože Leskovar)                        | 1:50            |
| 19.             | „Nocoj pa, oh nocoj‟ (prir. Fran Venturini)                          | 3:05            |
| 20.             | „Majolka bod' pozdravljena‟ (prir. Tomaž Habe)                       | 3:42            |
| 21.             | „Škrinja orehova‟ (prir. Boris Vremšak)                              | 2:00            |
| 22.             | „Istrske tri‟ (prir. Aldo Kumar)                                     | 2:48            |
| 23.             | „Zeleni polog‟ (prir. Pavle Merku)                                   | 2:24            |
| 24.             | „Žabe‟ (Vinko Vodopivec)                                             | 2:16            |

| Naše pesmi | Naše pesmi                                     | Naše pesmi |
| Št.        | Naslov                                         | Dolžina    |
| ---------- | ---------------------------------------------- | ---------- |
| 1.         | „Ante luciferum genitus‟ (Jacobus Gallus)      | 1:36       |
| 2.         | „Der 23. Psalm‟ (Franz Schubert)               | 5:07       |
| 3.         | „Seigneur, je vous en pride‟ (Francis Poulenc) | 1:14       |
| 4.         | „Očenaš hlapca Jerneja‟ (Karol Pahor)          | 5:08       |
| 5.         | „Vetri v polju‟ (Samo Vremšak)                 | 1:27       |
| 6.         | „Pomlad‟ (Stanko Premrl)                       | 1:44       |
| 7.         | „Ljubici‟ (Emil Adamič)                        | 2:23       |
| 8.         | „Svatske pesmi‟ (Matija Tomc)                  | 4:52       |
| 9.         | „Marko skače‟ (Uroš Krek)                      | 2:40       |
| 10.        | „Ženka mi v goste gre‟ (Samo Vremšak)          | 3:17       |
| 11.        | „Zeleni polog‟ (Pavle Merku)                   | 1:52       |
| 12.        | „Notranjska‟ (Alojz Srebotnjak)                | 2:08       |
| 13.        | „Ave Maria‟ (Vinko Vodopivec)                  | 2:42       |
| 14.        | „Pobratimija‟ (Vinko Vodopivec)                | 1:57       |
| 15.        | „Na poljani‟ (Vinko Vodopivec)                 | 2:20       |
| 16.        | „Ob poti tam za vasjo‟ (Vinko Vodopivec)       | 1:49       |
| 17.        | „Jaz bi rad rudečih rož‟ (Vinko Vodopivec)     | 2:03       |
| 18.        | „Ptička‟ (Vinko Vodopivec)                     | 1:32       |
| 19.        | „Da veš‟ (Vinko Vodopivec)                     | 1:30       |
| 20.        | „Kraška jesen‟ (Vinko Vodopivec)               | 1:36       |
| 21.        | „Žebljarska‟ (Vinko Vodopivec)                 | 4:09       |
| 22.        | „Moje gosli‟ (Vinko Vodopivec)                 | 2:11       |
| 23.        | „Zdravica‟ (Vinko Vodopivec)                   | 3:16       |
| 24.        | „Žabe‟ (Vinko Vodopivec)                       | 2:08       |

| Pesmi združujejo... | Pesmi združujejo...                            | Pesmi združujejo... |
| Št.                 | Naslov                                         | Dolžina             |
| ------------------- | ---------------------------------------------- | ------------------- |
| 1.                  | „Hodie Christus natus est‟ (Gordon H. Lamb)    | 2:34                |
| 2.                  | „Blagoslovi duše moja gospoda‟ (Anton Grinkov) | 3:02                |
| 3.                  | „Otče Naš‟ (Peter I. Čajkovski)                | 2:34                |
| 4.                  | „Quem vidistis pastores‟ (Michele Josia)       | 6:09                |
| 5.                  | „My Bonny Lass‟ (Thomas Morley)                | 1:56                |
| 6.                  | „Das Dorfchen‟ (Franz Schubert)                | 4:33                |
| 7.                  | „Im Abendrot‟ (Franz Schubert)                 | 2:14                |
| 8.                  | „Turkisches Schenkenlied‟ (Felix Mendelssohn)  | 4:09                |
| 9.                  | „Spak‟ (Anton Foerster)                        | 4:09                |
| 10.                 | „Pelin Roža‟ (Peter Jereb)                     | 2:13                |
| 11.                 | „Večerni ave‟ (Anton Foerster)                 | 2:25                |
| 12.                 | „Bratci veseli vsi‟ (Ubald Vrabec)             | 2:22                |
| 13.                 | „Buskelce‟ (Rado Simoniti)                     | 3:40                |
| 14.                 | „Pod oknom‟ (Jurij Fleišman)                   | 3:11                |
| 15.                 | „Mlatiči‟ (Kamilo Mašek)                       | 2:28                |
| 16.                 | „Jadransko Morje‟ (Anton Hajdrih)              | 4:03                |
| 17.                 | „Vasovalec‟ (Josip Verbič)                     | 2:12                |
| 18.                 | „Marko Skače‟ (L. Milosavljevič)               | 1:52                |
| 19.                 | „... tu albo to pujütranjo‟ (Ambrož Čopi)      | 5:39                |
| 20.                 | „Oblaki rdeči pomenijo vojsko‟ (David Beovič)  | 2:12                |
| 21.                 | „Žabe‟ (Vinko Vodopivec)                       | 1:59                |

| Žlahtne kapljice | Žlahtne kapljice                                                                            | Žlahtne kapljice |
| Št.              | Naslov                                                                                      | Dolžina          |
| ---------------- | ------------------------------------------------------------------------------------------- | ---------------- |
| 1.               | „Adoramus te, Christe‟ (Giovanni Pierluigi da Palestrina)                                   | 2:15             |
| 2.               | „Matona mia cara‟ (Orlando di Lasso)                                                        | 2:19             |
| 3.               | „Canite tuba in Syon‟ (Jacobus Gallus)                                                      | 2:05             |
| 4.               | „Slava - Jedinorodnije sine‟ (Aleksandr Grečaninov)                                         | 2:44             |
| 5.               | „Se ninje blagoslovite Gospoda, Psalm 133‟ (Mihajlo Ipolit Ivanov)                          | 3:37             |
| 6.               | „Njest svjat‟ (Stevan Stojanović Mokranjac)                                                 | 2:33             |
| 7.               | „Salve regina‟ (Franz Schubert)                                                             | 5:11             |
| 8.               | „O mès tres chers frères, iz cikla štirih molitev sv. Frančiška Asiškega‟ (Francis Poulenc) | 1:58             |
| 9.               | „Očenaš hlapca Jerneja‟ (Karol Pahor, bes. Ivan Cankar)                                     | 6:04             |
| 10.              | „Rožmarin‟ (Fran Gerbič, bes. Rudolf Maister Vojanov)                                       | 5:31             |
| 11.              | „Marko skače‟ (prekmurska ljudska, Uroš Krek)                                               | 2:33             |
| 12.              | „Kralj‟ (Damijan Močnik, bes. Lara Simona Taufer)                                           | 3:07             |
| 13.              | „In taberna quando sumus‟ (Damijan Močnik, bes. iz cikla Codex Buranus)                     | 2:12             |
| 14.              | „Ergen dedea‟ (bolgarska ljudska, Peter Ljondev)                                            | 2:44             |
| 15.              | „Linđo‟ (dalmatinska ljudska, Vladimir Berdović)                                            | 1:47             |
| 16.              | „Vuojnha biegga‟ (Jan Sandström, bes. Johan Märak)                                          | 6:10             |